# Dorota Łobos-Kotowska
Dorota Joanna Łobos-Kotowska – polska prawnik, radca prawny, doktor habilitowany nauk prawnych, 
profesor nadzwyczajny Uniwersytetu Śląskiego, specjalistka w zakresie prawa cywilnego, prawa handlowego i prawa rolnego.

## Życiorys
W 1996 ukończyła studia prawnicze na Wydziale Prawa i Administracji Uniwersytetu Śląskiego, gdzie w 2001 na podstawie napisanej pod kierunkiem Teresy Kurowskiej rozprawy pt. Spółka rolna. Cywilnoprawna forma organizacji gospodarstwa rodzinnego otrzymał stopień naukowy doktora nauk prawnych w zakresie prawa, specjalność: prawo cywilne, prawo handlowe, prawo rolne. Tam też na podstawie dorobku naukowego oraz rozprawy pt. Umowa przyznawania pomocy ze środków Europejskiego Funduszu Rolnego na rzecz Rozwoju Obszarów Wiejskich uzyskała w 2014 stopień doktora habilitowanego nauk prawnych w zakresie prawa.
Została profesorem nadzwyczajnym Wydziału Prawa i Administracji Uniwersytetu Śląskiego, zatrudnionym w Katedrze Prawa Rolnego i Gospodarki Przestrzennej.
Weszła w skład Komisji Dyscyplinarnej do spraw nauczycieli akademickich przy Radzie Głównej Nauki i Szkolnictwa.
Wykonuje zawód radcy prawnego.